# Goniacidalia
Goniacidalia là một chi bướm đêm thuộc họ Geometridae.

## Các loài
- Goniacidalia balmata
- Goniacidalia furciferata